# Квільно (Куявсько-Поморське воєводство)
Квільно (пол. Kwilno) — село в Польщі, у гміні Радзеюв Радзейовського повіту Куявсько-Поморського воєводства.
Населення — 92 особи (2011).
У 1975-1998 роках село належало до Влоцлавського воєводства.

## Демографія
Демографічна структура станом на 31 березня 2011 року:
|          | Загалом | Допрацездатний вік | Працездатний вік | Постпрацездатний вік |
| -------- | ------- | ------------------ | ---------------- | -------------------- |
| Чоловіки | 43      | 7                  | 32               | 4                    |
| Жінки    | 49      | 11                 | 28               | 10                   |
| Разом    | 92      | 18                 | 60               | 14                   |